# Katie Hall (Schauspielerin)
Katie Pycroft (Hall) (* 31. August 1990 in Oakham, Rutland in den englischen East Midlands) ist eine englische Schauspielerin und Sopranistin.
Pycroft besuchte eine Privatschule in Oakham. Sie besuchte das National Youth Music Theatre und die Peterborough High School. Ihre Eltern, John Graham Hall und Helen Williams, waren beide professionelle Opernsänger.
2010 spielte sie Cosette in zu 25-Jahre-Jubiliumsversion von Les Misérables in The O2 Arena und Christine in Das Phantom der Oper auf der Großbritannientour 2012. Im Film Les Misérables hatte sie einen Cameoauftritt. 2013 war sie die Maria auf der UK-Tour von West Side Story. 2015 spielte sie an der English National Opera Johanna Barker in Sweeney Todd. 2018 spielte sie Fantine auf der Les Misérables-Tour in Großbritannien und Irland.